# Aduedaadzizji
Aduedaadzizji (georgiska: ადუედააძიჟი) är en sjö i Georgien. Den ligger i den nordvästra delen av landet, i den autonoma republiken Abchazien. Aduedaadzizji ligger 2 409 meter över havet. Arean är 0,23 kvadratkilometer.